# Diermissen-Haus

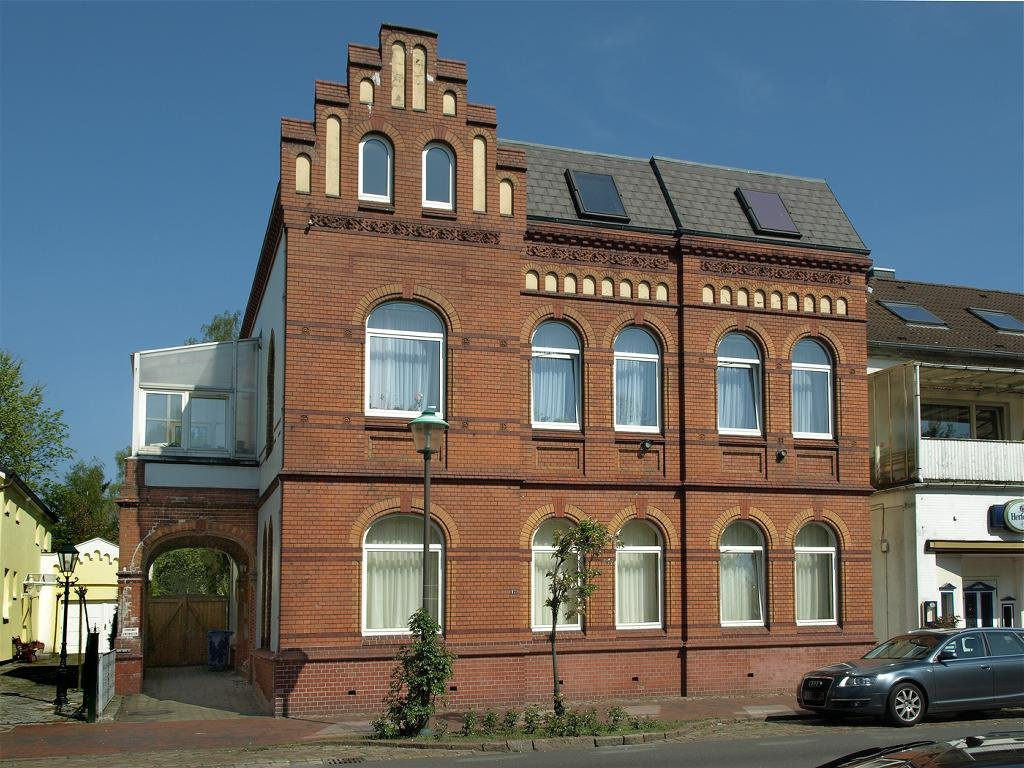
Das Diermissen-Haus in Uetersen

La Diermissen-Haus es un edificio protegido perteneciente al patrimonio histórico de la ciudad de Uetersen en el distrito de Pinneberg, estado de Schleswig-Holstein en el norte de Alemania.
Esta casa fue construida en 1877, es un edificio de tres plantas y fachada de ladrillo . Fue la casa de habitación a partir del año 1878 del artista popular y escritor alemán Johannes Diermissen quien vivió en Uetersen por 36 años y su segunda esposa la condesa Charlotte von Ratzau.
En esta casa reunió y escribió Diermissen cientos de historias, relatos, versos y rimas en bajo alemán y alemán estándar.
En 1893 a la edad de 70 años murió en esta casa completamente solo.
Luego de su muerte se utilizó la planta baja de la casa para atender a personas con problemas dentales y luego se siguió usando como una casa de habitación normal hasta que luego fue ubicada en su parte frontal una placa conmemorativa dedicada al escritor y a partir de entonces se le conoce como Diermissen-Haus o Casa Diermissen.
En 1984 un incendio en el tejado destruyó la planta alta del edificio, que se reconstruyó como un ático.
El edificio se encuentra protegido debido a su valor histórico, cultural y urbanístico como Monumento cultural de Uetersen.

## Literatura
- Hans Ferdinand Bubbe: Versuch einer Chronik der Stadt und des Klosters Uetersen Band 1 (1932)
- Lothar Mosler: Uetersen, Geschichte und Geschichten 1234–1984 (1985)
- 125 Jahre Freiwillige Feuerwehr Uetersen – Versuch einer Chronik (2002)
- Denkmalschutzliste des Kreises Pinneberg (2005)
- Stadtgeschichtliches Heimatmuseum Uetersen (2007)

- Datos: Q1221310
- Multimedia: Diermissen-Haus / Q1221310